# ソユーズTM-33
ソユーズTM-33 (Союз ТМ-33 / Soyuz TM-33) は、国際宇宙ステーション (ISS) への往来を目的としたソユーズのミッションである。コールサインは「デルベント」。ソユーズ-Uロケットによって打ち上げられた。

## 乗組員

### 打上げ時
- ヴィクトル・アファナシェフ (4) -  ロシア
- クローディ・エニュレ (2) -  フランス（欧州宇宙機関）
- コンスタンチン・コゼエフ (1) -  ロシア

### 帰還時
- ユーリー・ギジェンコ (3) -  ロシア
- ロベルト・ヴィットーリ (1) -  イタリア（欧州宇宙機関）
- マーク・シャトルワース (1) -  南アフリカ共和国（宇宙飛行関係者）

## ISSとのドッキング
- 結合 2001年10月23日 10:44 UTC（ザーリャ）
- 分離 2002年4月20日 09:16 UTC
- 結合 2002年4月20日 09:37 UTC（ピアース）
- 分離 2002年5月5日 00:31 UTC

## ミッションハイライト
国際宇宙ステーション関連で14回目の有人宇宙飛行となった。
ソユーズTM-33は、ソユーズ-Uロケットによって2001年10月21日8時59分にバイコヌール宇宙基地より打ち上げられた。2人のロシア人と1人のフランス人の宇宙飛行士をISSに運んだ。ISSとは、10月23日10時44分に結合した。3人のクルーはISSで8日間過ごし、10月31日4時59分にソユーズTM-32に乗って帰還した。ソユーズTM-33は、ソユーズTM-34に乗ってくる3人の宇宙飛行士のための救命艇として、ISSに留まった。